# 论中国

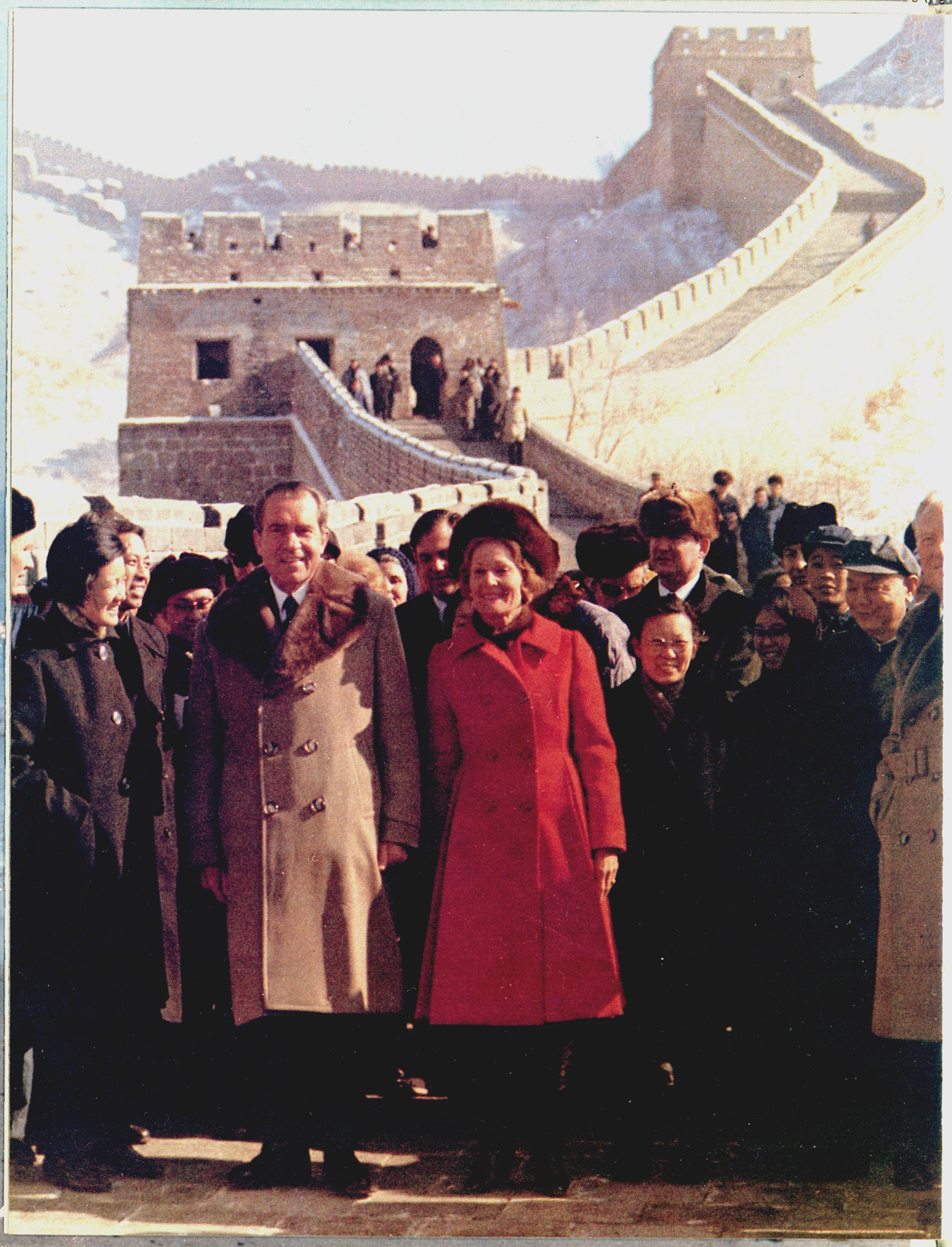
尼克松夫妇参观长城，1972年2月24日

《论中国》是前美国总统国家安全事务助理、美国国务卿亨利·基辛格于2011年出版的报告文学。这本书一方面是为了理解中国3000多年来的外交战略和外交政策，另一方面是为了提供对中国共产党领导人的真实了解。基辛格被认为是20世纪最著名的外交家之一，在尼克松总统任内，他在发展美国与中华人民共和国之间的关系方面发挥了不可或缺的作用，两国关系在1972年尼克松访华时达到了顶峰。
基辛格的书通过外交政策视角，特别是他自己的现实政治视角来审视中国历史。该书首先考察了中国历史上对和平与战争、国际秩序的看法，并将其与美国的外交政策方针进行了比较。该书讲述了中苏边界冲突如何迫使中国考虑与美国建立关系。基辛格记录了他自己协调1972年尼克松访华的经历，包括对毛泽东和周恩来个性的真实描述。本书的最后部分展望了中美关系的未来，批评了阻碍美国和中国发展互利关系的领域，并向人们警告另一场冷战的恶果。
该书集纯历史、外交政策讨论和基辛格在华经历的个人叙述于一体。它不属于自传、回忆录或专著的类型，但可以被视为对基辛格的一生及其与中国的经历的一部分回忆、反思、历史叙述与探索。该书自2011年出版以来收到了各种评论，几家报纸和个人对这本书的反应各不相同。

## 背景

### 亨利·基辛格
《论中国》是亨利·基辛格撰写的第13本书。该书于2011年完成，基辛格时年88岁，已退休34年。基辛格是一位德裔美国政治学家，也是第一位同时担任美国总统国家安全事务助理和国务卿的政治人物。1954年，他在哈佛大学获得博士学位，并迅速进入美国政治体系，与纳尔逊·洛克菲勒、切斯特·鲍尔斯和卢修斯·克莱等人共事。他与洛克菲勒在多个项目上合作直至1968年，洛克菲勒对基辛格的专业精神印象深刻，并于1968年向尼克松推荐其任总统国家安全事务助理。基辛格于1969年成为总统国家安全事务助理，并于1973年成为国务卿。

### 中美关系
第二次世界大战后，美国和中国之间的关系一直是家长式的关系。然而，1949年，在中国共产党击败蒋介石的国民政府后，中华人民共和国于10月1日成立，美国同新生的中华人民共和国关系破裂。朝鲜战争和金门炮战加剧了美国和中华人民共和国之间的意识形态紧张局势，美国与中国作战并威胁对华发动核战争。1959年藏区骚乱和中国1964年的第一次核试验将进一步加剧美中关系的紧张。直到中苏潜在的紧张局势升级为1969年的中苏边界冲突以及随后来自莫斯科的核威胁时，中国才将目光投向美国。在尼克松的领导下，亨利·基辛格通过与中国高级官员的联系实现了中美关系正常化。美国向中国开放。基辛格于1971年安排了一次在中国的秘密会面，并于1972年安排了理查德·尼克松访华。1972年中美峰会就某些国际行为原则达成了一致意见，标志着中美双边沟通、贸易进程的开始。

## 内容
《论中国》集历史、个人叙述、政治分析和反思于一体，共17章。一位评论家将这本书描述为“试图向美国读者解释中国外交，回顾美中关系的进程，并简要而深刻地应对维持互利互动的挑战”。
基辛格在本书的前几章介绍了中国人对国际事务的看法以及国际关系概念的历史。他专注于中国现实政治和孙子兵法。基辛格指出，多年来中国一直是“世界中心”，周围环绕着各种面临入侵风险的小国，这形成了战略思想体系。基辛格描述了中国的信念：“不仅是世界诸文明中的‘一个伟大文明’，更是文明的化身。」基辛格考察了中国国内和国际上的困难，这预示着中华人民共和国的发展。E-International Relations的扎卡里·凯克写道：“这有助于传达中国外交政策的连续性，在某种程度上暗示北京的行动具有一定的可预测性”。
基辛格介绍了毛泽东的思想、抱负、策略以及他对心理优势的追求。基辛格提到了围棋如何推动中国的军事行动并影响他们在冷战中的地位。基辛格继续讨论冷战话题，总结了美国、朝鲜、中国和苏联的动机，审视了三角外交和朝鲜战争的原因。基辛格表示，冷战的结果是冲突各方的失败。
基辛格详细介绍了中美由对抗走向和解的道路，讨论了导致尼克松总统和毛泽东会面的政治和国际背景，重述了毛泽东和尼克松之间的讨论、尼克松与周恩来的对话以及1976年毛泽东、周恩来逝世后的各种其他对话。基辛格认为，审视中国主要政治人物及其面临的问题的过程让读者能够“以古典现实主义的传统审视过去”。他透露，周恩来在去世前曾提出中国要实现四个现代化。基辛格审视了毛泽东和周恩来的遗产。
本书的中后章节记录了邓小平的复出，揭示了他如何有效地推进中国的改革开放。该书展示了邓小平如何在与美国的关系中维持中立地位并增强中国的内部实力，以阻止苏联影响力的蔓延。基辛格记录了中国如何采取三个世界的方针来应对国际关系。
本书的后半部分涵盖了20世纪90年代克林顿总统领导下的中美关系，以及苏联解体和第三次台海危机等事件对其的影响。基辛格还对2011年（本书撰写时）的事态进行了评估，对中国在国际社会中扮演的角色持积极看法。基辛格还阐明了美国和中国在现代国际环境中的不同之处。
本书的最后部分探讨了中国和美国的未来以及两国关系。他认为中国将继续发展并成为超级大国，并将美中关系与第二次世界大战前的英国和德国进行比较。基辛格完成了对当代削弱美国和中国建立互利关系能力的领域的研究。

## 反响
自2011年发布以来，《论中国》受到了多方好评。多家知名报纸和期刊都对基辛格的观点、叙述的客观性和书中的内容进行了评价、批评和细致的评论。

### 赞扬
哥伦比亚大学的唐纳德·扎戈里亚认为这本书是一项“了不起的成就”，“肯定会提升他（指基辛格）作为美国杰出战略思想家之一的声誉”。他认为这本书是多方面的，各个部分都试图实现多种结果。扎戈里亚表示，这本书试图从整体上理解中国从帝国到现代国家的外交和外交政策，同时它也“一部分是回忆录，一部分是反思，一部分是给美国政策制定者的一份关于如何与中国这个崛起中的超级大国建立合作关系的备忘录”。基辛格因其对中国的现实和审慎态度而受到赞扬，扎戈里亚的评论称这本书对于专门研究美国对华关系的美国外交政策的学生来说具有无价的价值。
专门研究中华民国历史的牛津大学历史学家芮纳·米德认为基辛格的书是对这个世界上新兴超级大国博学而优雅的见解。米特在他的评论中谈到了历史的新鲜感，因为它是由“一位出席1971年会议的幸存高层人物”撰写的。 米特表示，他对毛泽东“轻慢”和周恩来“敏锐”性格的真实描述令人印象深刻。米特认为基辛格“展现了当今任何国家的政客都无法比拟的长期愿景”。
《洛杉矶时报》撰稿人琳达·马修斯对基辛格的《论中国》一书给予了积极评价。马修斯称，这本书是“美国对中美苏战略分析的融合体”，内容丰富、真实。基辛格公布的“他与中国共产党领导人会面的小插曲”也给马修斯留下了深刻的印象。评论指出，那些热爱外交史的人会“愉快地”看待尼克松历史性访华之前导致中美关系破裂的误解、错误和错失的机会。此外，她认为，对于普通读者来说，这本书提供了引人入胜的、“关于他与中国最威严的领导人会面的有趣、有时甚至是八卦的报道”。

### 批评
《纽约时报》前首席评论家角谷美智子认为基辛格的《论中国》是为了保护他在公众眼中的形象，同时淡化了中国领导层对平民造成的后果。 角谷将基辛格的《论中国》定位为一本“有时反常”的书。她认为，当基辛格探索与中国的交往时，他试图“打磨自己作为尼克松国家安全顾问和国务卿的遗产”。角谷还阐明了基辛格对毛泽东“数十年残酷统治造成的人员伤亡”的轻描淡写。此外，角谷质疑美国最近就人权问题对华施压的实际影响。有人认为，基辛格对“在毛泽东统治下死去的数百万人”表现出“令人毛骨悚然的傲慢”，在他为自己创造的许多神话中表现出对毛泽东的“无知和天真”。
《经济学人》发表的一篇评论谴责基辛格的《论中国》是一部有关中国外交政策历史和决策的不准确且有问题的书籍。该评论推断，基辛格的书被他对中国外交政策的美好描述，即中国的外交政策是由“深思熟虑、高效的战略大师”主导的损害了。文章还指出，基辛格很少考虑到毛泽东和周恩来是受到马克思列宁主义影响的共产主义者，而这体现在中国的外交政策和政治结构中。该评论认为基辛格在书的最后试图回答有关美中关系未来的问题，即“中国崛起并成为超级大国的努力是否会不可避免地为与美国的冲突铺平道路？”的部分“含糊得令人失望”。该评论认为，基辛格没有就如何避免冲突提供明确的答案。
英国作家兼评论员贾斯帕·贝克尔批评基辛格的书未能解决“理查德·尼克松总统为何以及如何认为保护共产主义中国符合美国利益”这个关键问题 。贝克尔认为，基辛格未能阐明为什么美国认为必须保护中国免受苏联威胁的影响。贝克尔对书中详述的基辛格支持中国的理由，即“苏联是一个更具扩张性和侵略性的国家”提出质疑。贝克尔声称，中国决定向朝鲜、越南、缅甸和柬埔寨派遣军队，同时资助其他国家训练叛乱分子，这相当于对苏联的侵略。此外，该评论对基辛格对中国领导层的看法表示遗憾，称基辛格从表面上接受了中国领导人的言行，没有提出任何质疑，认为“他从不看幕后（的运作）”。该评论总结称，“中国人简直不敢相信自己能幸运地找到像基辛格这样天真的、听话的伙伴”。